# Michael Bilirakis
Michael Bilirakis (ur. 16 lipca 1930) – amerykański polityk, członek Partii Republikańskiej. W latach 1983–2007 był przedstawicielem dziewiątego okręgu wyborczego w stanie Floryda do Izby Reprezentantów Stanów Zjednoczonych.